# DNH 152
DNH 152 es el nombre de catálogo, también conocido comúnmente como Khethi, de un cráneo parcial fósil de Paranthropus robustus de entre 1,95 y 2,04 millones de años de antigüedad (dentro del Gelasiense, Pleistoceno), encontrado en 2018 en la cantera principal de Drimolen, Sudáfrica, por el equipo de Andy Herries y descrito por él mismo y otros colaboradores en 2020.
Junto a este fósil se encontró otro cráneo, DNH 134, de idéntica datación, pero en este caso de un Homo erectus, lo que retrasaba la existencia de esta especie en unos 200 000 años y demostraba la coexistencia espacial y temporal de las dos especies, además de  Australopithecus. Los Paranthropus de Drimolen son los robustus más modernos, y por tanto los últimos de su linaje, encontrados hasta el momento [2020].
Las iniciales DNH del nombre corresponden a Drimolen Hominid, Sudáfrica.

## Datación
Los nuevos hallazgos en Drimolen han permitido un datación muy precisa de los fósiles por distintos métodos: paleomagnetismo de los estratos sedimentarios, la combinación de series de uranio y resonancia paramagnética electrónica sobre uno de los dientes,  y datación uranio-plomo de costra calcárea, ofreciendo el rango de 2,04 a 1,95 millones de años. Estos valores aplican, no solo a los dos cráneos hallados en 2020, DNH 134 y DNH 152, sino también al famoso DNH 7 y otros hallazgos.

## Taxonomía y descripción
DNH 152 es un cráneo parcial, cuyas características generales permiten asciarlo con Paranthropus robustus, por ejemplo la cresta sagital o la morfología de los molares, uno de los cuales está fracturado y muestra una capa de esmalte gruesa.
Se preserva gran parte del parietal izquierdo y el frontal, algo del occipital, el temporal derecho y el margen lateral de la órbita derecha, así como cuatro dientes, dos ellos fijados a una parte de maxilar y otros dos aislados. La cresta sagital se divide en dos, dejando un espacio a la altura del occipital.